# Josephine Hill
 (juin 2011).
Si vous disposez d'ouvrages ou d'articles de référence ou si vous connaissez des sites web de qualité traitant du thème abordé ici, merci de compléter l'article en donnant les références utiles à sa vérifiabilité et en les liant à la section « Notes et références ».
Josephine Hill est une actrice du cinéma muet née le 3 octobre 1899 à San Francisco (Californie) et morte le 17 décembre 1989 à Palm Springs (Californie). Elle est apparue dans 107 films entre 1917 et 1933. Elle est mariée à Jack Perrin de 1920 jusqu'à leur divorce en 1937.

## Filmographie sélective
- 1920 : The Jay Bird de Phil Rosen
- 1926 : The High Hand de Leo D. Maloney : Edith Oaks
- 1925 : Across the Deadline de Leo D. Maloney : Shirley Revelle
- 1925 : Luck and Sand de Leo D. Maloney : Lois Wetzel
- 1922 : A Dangerous Adventure de Jack L. Warner et Sam Warner